# Rocuronium
Rocuronium is een niet-depolariserende spierverslapper van het aminosteroide type. Rocuroniumbromide wordt, net als alle andere niet-depolariserende spierverslappers, toegepast als toevoeging bij algehele anesthesie om intubatie mogelijk te maken, om de skeletspieren te verslappen zodat de operateur beter kan opereren en om mechanische ventilatie van de patiënt mogelijk te maken.
Rocuronium is sinds 1994 op de markt en wordt als opvolger van vecuronium beschouwd. De grootste verschillen tussen beide stoffen is dat rocuronium een snellere inwerktijd (onset) heeft (minder dan 60 seconden voor goede intubatie-condities) en als oplossing stabiel is. De klinische werkingsduur is middellang (ongeveer 30 tot 45 minuten) en vergelijkbaar met bijvoorbeeld vecuronium en atracurium. De merknamen zijn Zemuron in de Verenigde Staten en Esmeron in de meeste andere landen, waaronder Nederland. Het wordt in Nederland geproduceerd door de firma Organon. Rocuronium wordt in veel ziekenhuizen in Nederland gebruikt als standaard spierverslapper.

## Dosering
De intubatiedosis van rocuronium is ongeveer 0,6 mg/kg intraveneus. De onderhoudsdosis is ongeveer een kwart van de intubatiedosering, dus ongeveer 0,15 mg/kg. Bij de noodzaak voor een nog snellere inwerktijd (crashinductie) moet de dosis worden verhoogd tot 0,9 - 1,0 mg/kg. Hierbij wordt de werkingsduur wel verlengd tot 60 minuten. Rocuronium moet net als alle andere niet-depolariserende spierverslappers individueel gedoseerd worden.

## Bijwerkingen
Vrij snel na de introductie werden (ernstige) allergische reacties en zelfs anafylaxie gemeld. Deze bijwerking komt echter bij alle niet-depolariserende spierverslappers voor.

## Antagonist
In 2008 is de antagonist sugammadex, merknaam Bridion, een γ-cyclodextrine-derivaat, toegelaten als nieuw middel om de verslapping met rocuronium te antagoneren. Het beoogt bij ingrepen waar slechts kortdurende verslapping nodig is een betere sturing van het effect van rocuronium mogelijk te maken. Een ouder middel dat ook wordt gebruikt als antagonist van rocuronium is neostigmine. Dit is een competitieve antagonist in tegenstelling tot sugammadex. Omdat neostigmine een competitieve antagonist is kan het niet bij volledige verslapping worden gebruikt. Bij toediening van neostigmine wordt ook atropine toegediend om een bradycardie (een bijwerking van de neostigmine) te voorkomen.

## Afbraak
Rocuronium wordt voornamelijk door de lever afgebroken en gedeeltelijk door de nieren uitgescheiden. Bij ernstige leverfunctiestoornissen en nierfunctiestoornissen is oplettendheid geboden bij de toepassing van rocuronium. Het gevolg van leverfunctiestoornissen en nierfunctiestoornissen in combinatie met het gebruik van rocuronium is dat de werkingsduur (ongewenst) langer kan zijn.

## Doodstraf
In de staat Virginia van de Verenigde Staten wordt rocuronium gebruikt als een onderdeel van een medicijncocktail om de doodstraf uit te voeren.
Het pensioenfonds ABP besloot op 28 augustus 2015 zijn aandelen in het producerende bedrijf Mylan, dat het middel in de Verenigde Staten verhandelt, te verkopen.